# Tymczasowe przepisy o stosunku rządu do Kościoła prawosławnego w Polsce

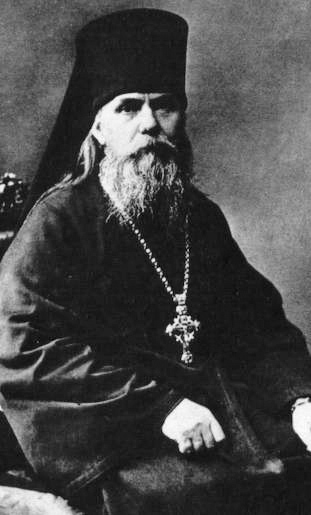
Metropolita Jerzy (Jaroszewski) koordynował prace polskich biskupów prawosławnych w czasie dyskusji nad uregulowaniem prawnej sytuacji Kościoła

Tymczasowe przepisy o stosunku rządu do Kościoła prawosławnego w Polsce – dokument regulujący zasady funkcjonowania Kościoła prawosławnego w II Rzeczypospolitej, obowiązujący od 30 stycznia 1922 do 1938. 

## Okoliczności powstania dokumentu
Po odzyskaniu niepodległości przez Polskę doszło do poważnych zmian w strukturze Kościoła prawosławnego na jej terytorium. Od czasu rozbiorów cały obszar ziem polskich podlegał Rosyjskiemu Kościołowi Prawosławnemu, zaś biskupami byli hierarchowie pochodzenia rosyjskiego. Rząd suwerennej Polski pragnął zmienić tę sytuację, uważając prawosławie podporządkowane Moskwie za jedno z narzędzi rusyfikacji. 
Projekt tekstu ustalającego stosunek między rządem polskim a Kościołem prawosławnym został przedstawiony na soborze biskupów, jaki odbył się w dniach 24–30 stycznia 1922. Stronę rządową reprezentował na nim dyrektor departamentu wyznań Stanisław Piekarski, ze strony Kościoła zjawił się metropolita warszawski Jerzy (Jaroszewski), biskup krzemieniecki Dionizy (Waledyński) oraz biskup piński Pantelejmon (Rożnowski). Czwarty z obecnych w Polsce biskupów, Włodzimierz (Tichonicki), nie przyjechał, uzasadniając to chorobą. Wszyscy zebrani przeprowadzili dyskusję nad ostatecznym brzmieniem tekstu, po czym metropolita Jerzy poprosił 28 stycznia pozostałych biskupów o pisemną aprobatę dla powstałego dokumentu. Otrzymał ją jednak tylko od biskupa krzemienieckiego Dionizego. Zarówno biskup Pantelejmon, jak również później biskup Włodzimierz, uznali przedstawiony projekt za niezgodny z prawem kanonicznym i odmówili podpisu. Hierarchowie ci byli zdania, że przepisy zawarte w Tymczasowych przepisach... uzależniają polskie prawosławie od państwa. Mimo tego 30 stycznia 1922 minister wyznań religijnych i oświecenia publicznego Antoni Ponikowski zatwierdził projekt, zaś 23 lutego tego samego roku w liście do wojewodów oraz biskupów prawosławnych poinformował, że postanowienia dokumentu weszły w życie. Za odmowę podpisania Tymczasowych przepisów... biskup Pantelejmon został zmuszony do rezygnacji z godności. W związku z tym biskup Włodzimierz, po początkowych wahaniach, postanowił zaakceptować dokument. 

## Treść
Tymczasowe przepisy... poruszały szereg problemów prawnych związanych z praktyką funkcjonowania Kościoła prawosławnego w Polsce. 
- problem prawnej reprezentacji Kościoła,
- zadania biskupów, w tym zwierzchnika Kościoła – metropolity warszawskiego i całej Polski,
- zasady zwoływania Soboru Lokalnego, zjazdów dekanalnych i diecezjalnych,
- podział terytorialny Kościoła,
- problem języka liturgicznego parafii i języka oficjalnego Kościoła
- problem kształcenia duchownych prawosławnych,
- kwestię działalności bractw cerkiewnych.

### Zadania biskupów i prawna reprezentacja Kościoła
Tymczasowe przepisy... uznały za prawną reprezentację Kościoła prawosławnego w Polsce Sobór Biskupów. Prawomocność jego uchwał zapewniała zgoda przewodniczącego mu metropolity warszawskiego i całej Polski oraz dwóch innych hierarchów. Metropolita otrzymał prawo przenoszenia i usuwania biskupów Kościoła, jak również mianowania nowych, przy czym każda zmiana w składzie Soboru miała być zatwierdzania przez rząd. Biskupi, będący zwierzchnikami diecezji, mieli prawo mianowania i odwoływania proboszczów, jednak każdą decyzję w tym zakresie mieli przedstawiać starostom, którzy z kolei informowali o nich wojewodów. Ci natomiast mogli w terminie dwóch miesięcy odwołać postanowienie biskupa. Dodatkowo ministerstwo wyznań religijnych i oświecenia publicznego zastrzegło sobie prawo do odwoływania proboszczów ponad wskazaną wyżej procedurą, o ile udowodniono mu popełnienie zbrodni, czynu o charakterze antypaństwowym lub też stracił on polskie obywatelstwo. Wszyscy biskupi oraz proboszczowie przed objęciem swojej funkcji byli zobowiązani do składania przysięgi na wierność Polsce. Rząd musiał również wyrazić zgodę na powołanie nowej katedry biskupiej. 

### Język Kościoła
Tymczasowe przepisy... nakazywały obowiązkowe nauczanie języka polskiego w prawosławnych seminariach duchownych oraz prowadzenie w tym języku wszelkich dokumentów parafialnych. Zezwalały natomiast na nauczanie prawosławnych dzieci i młodzieży religii w języku ojczystym nawet wtedy, gdy nie był to język polski. 

### Podział terytorialny Kościoła
Na mocy Tymczasowych przepisów... za legalnie działające uznane zostały konsystorze duchowne w Warszawie, Pińsku, Krzemieńcu, Wilnie i Grodnie. Mogły one organizować zjazdy dekanalne i diecezjalne po uzyskaniu zgody odpowiednio starosty lub wojewody. Natomiast zwołanie Soboru Lokalnego (Generalnego) Kościoła miało dokonywać się za zgodą ministra WRiOP na mocy dodatkowego regulaminu, który miałby opracowywać metropolita z pomocą Soboru Biskupów. Zgoda rządowa była potrzebna również dla modyfikacji kształtu granic diecezji lub parafii oraz powoływania nowych. Publiczne odprawianie nabożeństw prawosławnych było gwarantowane artykułami 111 i 113 konstytucji, dotyczących wolności wyznaniowej. 

### Kształcenie i praca kapłanów
Kapłani prawosławni pracujący na terytorium Polski mieli otrzymywać uposażenie, jednak Tymczasowe przepisy... nie regulowały jego wysokości. Rząd wpłacał jedynie kwotę łączną lokalnym konsystorzom. Z otrzymywania uposażenia wyłączeni byli biskupi pomocniczy. Kształceniem nowych kapłanów zajmowały się wyłącznie seminaria duchowne, których program i kadra profesorska została potwierdzona przez rząd. Zezwalano również absolwentom zagranicznych studiów w zakresie teologii na podjęcie pracy kapłańskiej w strukturach Kościoła prawosławnego po uzyskaniu obywatelstwa polskiego. 

## Zadania dokumentu
Jak wynikało z tytułu i wstępu Tymczasowych przepisów..., w założeniach twórców miały one być jedynie prowizorycznym rozwiązaniem problemu relacji między administracją państwową a Kościołem prawosławnym. Opinie prawników wobec dokumentu były w większości negatywne, a sama jego koncepcja była na granicy zgodności z konstytucją. 30 stycznia 1922 premier Władysław Grabski podkreślał, że wypracowane w Tymczasowych przepisach... zasady są traktowane jako przejściowe i mają stanowić jedynie wstęp do uchwalenia w tym zakresie stosownej ustawy. Jeszcze 5 listopada 1924 ministerstwo sprawiedliwości kwestionowało ważność dokumentu. 
Tymczasowe przepisy..., nie mając rangi ustawy, nie znosiły w sposób automatyczny regulacji dotyczących Kościoła prawosławnego uchwalonych jeszcze przed 1918. W związku z tym do momentu powstania ustawy o położeniu Kościoła prawosławnego w Polsce w mocy pozostawała część przepisów rosyjskich, o ile nie były one sprzeczne z prawem polskim. Równocześnie zdaniem Antoniego Mironowicza regulacje zawarte w Tymczasowych przepisach... skutecznie podporządkowywały Kościół prawosławny państwu. Ponadto tymczasowy charakter przepisów sprawiał, że zwłaszcza w latach 20. obydwie strony (szczególnie aktywny był metropolita warszawski Dionizy (Waledyński)) czyniły starania na rzecz dokonania ich oficjalnej zmiany lub też starały się w sytuacjach dla siebie niekorzystnych obchodzić przepisy zawarte w prawie. 